# RTL荷蘭

RTL荷蘭（RTL Nederland）是荷蘭的一家媒體企業，亦是RTL集團的旗下企業之一，總部位於希爾弗瑟姆。該公司的歷史可追溯至1989年。現在RTL荷蘭擁有五個免費頻道和三個收費頻道。

## 外部連結
- Official website 的存檔，存档日期2015-08-10.